# Woyzeck

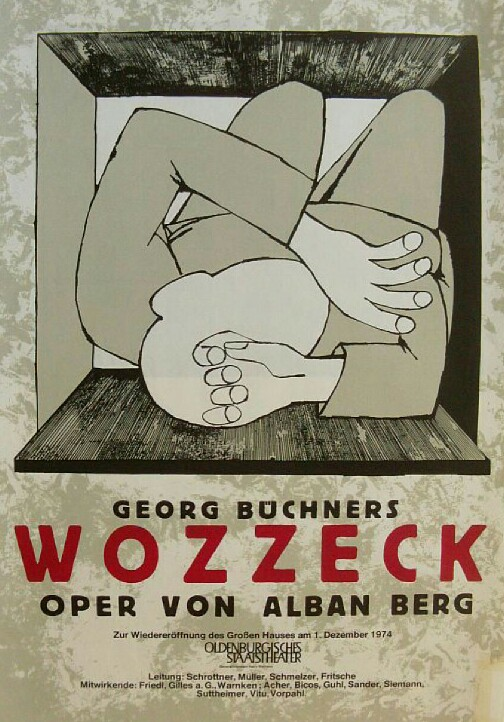
Cartel de 1974.

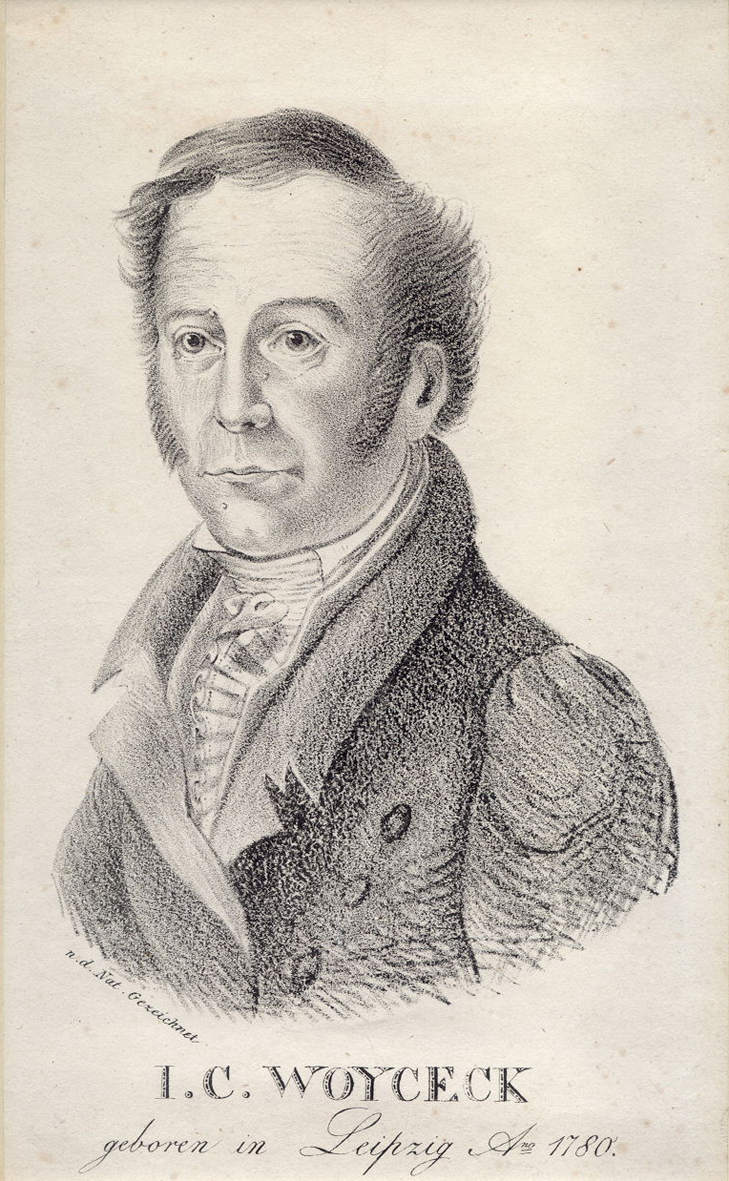
Retrato de J. Ch. Woyzeck.

Woyzeck es una obra de teatro escrita por Georg Büchner. Quedó inconclusa al morir, pero ha sido «terminada» póstumamente en distintas versiones por varios autores, editores y traductores.
Büchner probablemente comenzó a escribir la obra entre junio y septiembre de 1836. Permaneció en un estado fragmentario en el momento de su muerte prematura, en 1837. Woyzek fue publicado por primera vez en 1879 en una nueva versión, muy reelaborada, de Karl Emil Franzos. Tuvo su primera representación el 8 de noviembre de 1913 en el Residenztheater de Múnich.
Basada en la historia real de Johann Christian Woyzeck y considerada precursora del estilo expresionista alemán, Woyzeck trata los efectos deshumanizadores que tienen un doctor, una mujer y los militares en la vida de un joven soldado. También puede ser vista como la tragedia del hombre de la clase trabajadora o proletario que es difícil de categorizar.
Woyzeck ha conocido muchas versiones, incluyendo una notable adaptación como ópera por el compositor austriaco Alban Berg (Wozzeck), la película Woyzeck de Werner Herzog y un musical de Robert Wilson (director) y Tom Waits, cuyas canciones están en el álbum Blood Money. Fito Páez expresó los sentimientos de violencia que le causaron la película en un tema instrumental titulado "Woycek" y que interpreta con Luis Alberto Spinetta en su álbum conjunto La la la, incluido entre los cien mejores álbumes del rock argentino. Nick Cave también ha escrito música para la producción islandesa de la obra.
Woyzeck es una crítica sobre las condiciones sociales tanto como una exploración en temas complejos como la pobreza. El soldado Woyzeck es considerado moralmente repudiable por otros personajes de mejor estatus, tales como el Capitán, particularmente en la escena en la que Woyzeck lo afeita. El Capitán vincula el estatus y el prestigio con la moral sugiriendo que Woyzeck no puede tener moral debido a su pobreza.
Es la explotación de Woyzeck por parte del Doctor y el Capitán lo que finalmente lo lleva a la locura.

## Orden de las escenas
De entre las numerosas versiones, éste es el orden propuesto por Werner R. Lehmann sobre la base de los escritos de Büchner
- 1ª escena: el campo abierto; la ciudad a lo lejos

Woyzeck y su camarada Andrés van a cortar leña. Woyzeck percibe a su alrededor fuerzas sobrenaturales. Está detrás de mí, debajo de mí; hueco ¿lo oyes? Está todo hueco ahí debajo. ¡Los masones! -- Las alucinaciones de Woyzeck asustan a Andrés que intenta quitarse el miedo cantando y entona la canción popular de los "dos conejos".
- 2ª escena: la ciudad

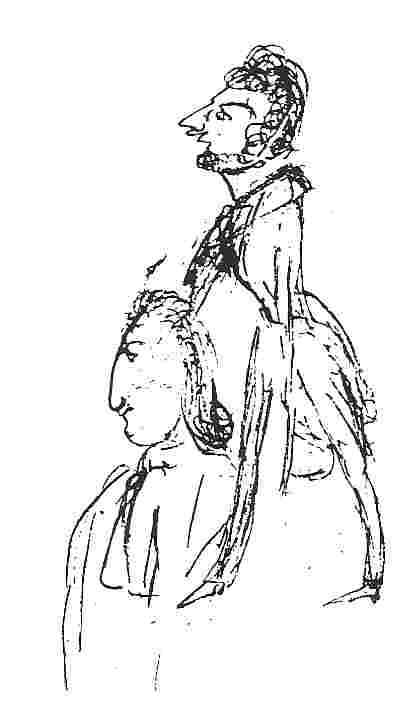
dibujo al margen del manuscrito de Büchner en la escena de la calle

La orquesta militar pasa por la calle marchando. Marie saluda con la mano al Tambor Mayor, lo cual es advertido por su vecina. Woyzeck visita a su amante y al niño. Habla de un modo enigmático y Marie no parece entenderlo.
- 3ª escena: muchachos, luces, gente

Suena un organillo y un hombre mayor canta. Marie y Woyzeck escuchan a un pregonero que presenta distintas curiosidades. El Suboficial y el Tambor Mayor ansían a Marie.
- 4ª escena: el cuarto de Marie

Marie se observa en el espejo. El Tambor Mayor le ha regalado unos pendientes. Woyzeck la sorprende y le da dinero. Se marcha apresuradamente.
- 5ª escena: con el Capitán

Woyzeck afeita al Capitán que se burla de él. Cuando el Capitán comienza a hablar sobre la moral y sobre el hijo de Woyzeck, nacido sin la bendición de la Iglesia, el soldado pierde su laconismo: creo que si nosotros [los pobres] fuéramos al cielo, nos pondrían a hacer los truenos.
- 6ª escena: cuarto de Marie

El Tambor Mayor se abalanza sobre Marie. Ella le rechaza en un primer momento y cede después.
- 7ª escena: en la callejuela

Woyzeck sospecha que Marie le es infiel y quiere confirmarlo.  
- 8ª escena: con el Doctor

Woyzeck se ha prestado a que el Doctor experimente con él a cambio de dinero. Después de que el Doctor le dispense su ración diaria de guisantes, Woyzeck habla de sus visiones. El Doctor manifiesta que Woyzeck es un caso interesante.
- 9ª escena: calle

El Capitán molesta al Doctor con sus opiniones. Le predice que va sufrir un ataque. Cuando Woyzeck se cruza en su camino, dejan caer su agresividad sobre él y le sugieren que Marie puede tener una aventura amorosa con el Tambor Mayor. La consternación invade y paraliza a Woyzeck.
- 10ª escena: puesto de vigilancia

Woyzeck expresa a Andrés su inquietud.
- 11ª escena: taberna

Los soldados se divierten, las mujeres baila con los aprendices. Entre ellos se hallan también Marie y el Tambor Mayor. Woyzeck reconoce a la pareja y queda perplejo.
- 12ª escena: campo abierto

Woyzeck oye voces que le exhortan a que mate a Marie: "apuñala a la zorra [Marie], mátala".
- 13ª escena: noche

Por la noche Woyzeck intenta contarle a Andrés que oye voces que le ordenan matar, pero Andrés solo quiere dormir y no le hace caso.
- 14ª 'e'scena: taberna

Woyzeck y el Tambor mayor se encuentran y luchan. El Tambor Mayor doblega y somete a Woyzeck, más débil físicamente.
- 15ª escena: tienda

Woyzeck compra un cuchillo en la tienda de un judío.
- 16ª escena: cuarto

Marie siente remordimientos y busca consuelo en la Biblia.
- 17ª escena: cuartel

Woyzeck le comunica a Andrés quién debe recibir sus pertenencias tras su muerte. Este no repara en su estado mental y supone Woyzeck padece una simple fiebre que se puede curar con medicamentos. "Franz, debes ir a la enfermería. Tienes que beber aguardiente con polvos; eso matará la fiebre."
- 18ª escena: la clase del Doctor

Un grupo de estudiantes asiste a una clase. Woyzeck es presentado como un "conejillo de indias" y es objeto de humillación pública.
- 19ª escena: Marie con la chica en la calle ante la puerta de casa

Marie está sentada con varias jóvenes y la abuela delante de la casa. La abuela cuenta el cuento de X alterándolo a modo de anticuento con un final desgraciado. Woyzeck llega y le pide a Marie que le acompañe.
- 20ª escena: por la noche, la ciudad a lo lejos

Woyzeck y Marie están ante la ciudad. Marie es reacia a seguirlo e intenta eludir la situación. "Debo marcharme, preparar la cena". Sin embargo Woyzeck no la deja marchar, sino que exaltado comienza a apuñalarla.
- 21ª escena: llega gente

Dos personas oyen lo ocurrido desde la lejanía y se dirigen al lugar de los hechos.
- 22ª 'e'scena: la taberna

Woyzeck entra en una taberna para tranquilizarse y descansar. Una mujer se percata de que tiene la camisa manchada de sangre de modo que Woyzeck se ve forzado a huir.
- 23ª escena: por la noche, la ciudad a lo lejos

Woyzeck se halla en el lugar del crimen buscando el cuchillo cerca de un estanque. Pretende destruir las pruebas del asesinato.
- 24ª escena: Woyzeck en el estanque

Woyzeck tira el cuchillo al estanque y se lava los restos de sangre.
- 25ª escena: calle

Unos niños hablan de que se ha encontrado un cadáver a las afueras de la ciudad.
- 26ª escena: empleados del tribunal, médico y juez

Los presentes admiran el cadáver como si se tratase de un espectáculo. – Empleado del tribunal: un buen asesinato, auténtico, bonito. Tan bonito como es posible desear. Hacía mucho tiempo que no teníamos ninguno.
- 27ª escena: Karl (el idiota), Woyzeck y el niño.

Karl sostiene el hijo de Woyzeck y Marie en el regazo. Woyzeck le promete un pastel. El niño rechaza al padre. Karl se marcha con el niño.

## La motivación de Woyzeck
Resulta llamativo el hecho de que la obra ofrece varios motivos diferentes para el asesinato de Marie, que revisten más o menos importancia según la versión y el orden de las escenas:
- Los celos: la causa más evidente son los celos que Woyzeck siente por el Tambor Mayor, ya que Marie se presta a tener una aventura con él, a pesar de que al mismo tiempo Woyzeck se esté sacrificando por ella y el hijo de ambos. Woyzeck es inferior al Tambor Mayor física, psicológica y sexualmente (queda especialmente patente en la escena en que luchan) por lo que desvía su agresividad hacia Marie.
- El trastorno mental: Woyzeck oye voces continuamente, lo cual es un síntoma de esquizofrenia. Esta enfermedad tiene su origen en el acuerdo al que se ha avenido con el Doctor, o al menos se agrava por esta causa. En vez de curarle, el Doctor le utiliza como conejillo de indias y le impone una alimentación extremadamente descompensada (dieta a base de guisantes) lo que altera a Woyzeck aún más. El único objetivo del Doctor es satisfacer su ambición de llevar a cabo estos experimentos pseudocientíficos. Por tanto el asesinato aparece también como una consecuencia de la alimentación equivocada que sigue Woyzeck que favorece su inestabilidad mental como se muestra al inicio de la obra.
- El deseo de liberarse de la sociedad: Woyzeck sufre el abuso y la humillación de la sociedad, representada por el Capitán, el Doctor y el Tambor Mayor. El asesinato de Marie es una protesta contra las circunstancias en las que vive, un modo de dar salida a la agresividad que acumula contra una clase establecida a la que es entregado y ante la que está completamente indefenso.

## El sentido de la obra
Para comprender la esencia temática de la obra es importante trascender los motivos por los que Woyzeck acaba con la vida de Marie. No basta con limitarse a los celos que Woyzeck siente por el Tambor Mayor, sino que es preciso considerar el contexto social en que se produce el asesinato, especialmente la rigidez de los estamentos sociales.  Este extremo se pone de manifiesto al considerar los personajes y el uso que hacen de la lengua en la obra de Büchner. En este contexto social Woyzeck es reprimido y vejado, lo que queda patente en su relación con el Capitán, el Doctor y el Tambor Mayor:
- El Capitán califica a Woyzeck de "inmoral" a causa de su origen humilde.
- El Doctor que le considera un conejillo de indias y le fuerza a seguir una dieta perjudicial, a cuyos experimentos Woyzeck no se puede sustraer, ya que necesita aumentar sus ingresos para alimentar a su familia.
- El Tambor Mayor que no muestra ningún respeto por Woyzeck y lo desprecia tanto en público como en privado.

Además Woyzeck es una persona débil, tanto física como psicológicamente, por lo que se somete a la arbitrariedad de los demás, a pesar de que la opresión y el abuso del que es objeto le hace sentir ira y desesperación. La relación que mantiene con Marie es lo único que le reconforta y le hace sentir valioso. Consecuentemente la infidelidad de Marie es el desencadenante del asesinato pero no la causa. La pérdida de su fidelidad impide que Woyzeck pueda seguir aguantando la presión social a la que está sometido. Por tanto, cabe interpretar el asesinato de Marie como un acto de autodestrucción de Woyzeck y como un intento de evadirse de la sociedad.

## Representaciones en España
- Sala Cadarso, Madrid, 22 de abril de 1976.
  - Dirección: Colectiva.
  - Intérpretes: Gloria Berrocal, Juanjo Granda, Maribel Lázaro, Juan Margallo, Gerardo Vera, Miguel Zúñiga, Paco Olmo, Angel Vitón, Luis Matilla.

- Teatro Martín, Madrid, 1985.
  - Adaptación: Eusebio Lázaro.
  - Escenografía: Antonio Saura.
  - Intérpretes: Eusebio Lázaro, Paco Plaza, Jorge Viroga, Manuel de Blas, Marina Saura, Eduardo Mac Gregor.

- Teatro María Guerrero, Madrid, 2011.
  - Adaptación: Juan Mayorga.
  - Dirección: Gerardo Vera.
  - Intérpretes: Javier Gutiérrez, Helena Castañeda, Trinidad Iglesias, Críspulo Cabezas, Helio Pedregal, Ana María Ventura, Lucía Quintana.

- Teatro Sala Tú, Madrid, 2014.
  - Adaptación: Begoña del Castillo.
  - Dirección: Pablo Márquez.
  - Intérpretes: Begoña del Castillo, Jorge Fuentes, Chema González, Juan Carlos Navas, Almudena Ardit, Borja Centeno.